# Thomas Figures
Thomas Henry Figures (Mobile, 6 de agosto de 1944-22 de enero de 2015) fue un abogado y juez estadounidense. Fue el primer asistente de fiscal de distrito afroestadounidense y asistente del fiscal federal de Mobile, Alabama. Figures obtuvo condenas contra dos miembros del Ku Klux Klan por el linchamiento de Michael Donald y testificó ante el Comité Judicial del Senado contra el nombramiento judicial de Jeff Sessions.

## Primeros años de vida
Figures nació y creció en Mobile, Alabama, y se graduó en la Central High School en 1962. Asistió a Alabama State College, y se transfirió a Alabama State University (ASU), donde se desempeñó como presidente de la asociación estudiantil. Se graduó segundo de su promoción en 1966. Figures se inscribió en el programa de Maestría en Administración de Empresas de la Universidad de Indiana en Bloomington y obtuvo un Doctorado en Jurisprudencia de la Universidad de Illinois en Urbana-Champaign.

## Carrera
Después de graduarse, Figures trabajó como asesor legal de Mobil Oil en Nueva York y se convirtió en asistente delfiscal de distrito en el condado de Westchester, Nueva York . Luego regresó a Mobile y se convirtió en el primer asistente del fiscal de distrito afroamericano en el condado de Mobile.
En 1978, Figures se convirtió en fiscal federal adjunto. En ese cargo, procesó a dos miembros del Ku Klux Klan por el linchamiento de Michael Donald. El FBI estaba a punto de cerrar la investigación cuando Figures insistió en que la reabrieran, encontrando pruebas que los llevaron a los dos sospechosos, que fueron arrestados en 1983 y condenados por asesinato. Michael Figures, hermano de Thomas, y Morris Dees del Southern Poverty Law Center representaron a la madre de Donald, Beulah Mae Donald, en una demanda civil por muerte por negligencia contra los Klanes Unidos de América (UKA). Ganaron una sentencia de $7 millones de dólares (18,773,286 dólares en términos de dólares corrientes) contra la UKA en 1987, lo que llevó a la quiebra a la organización.
Figures dimitió en 1985 en protesta por el procesamiento por parte del fiscal federal Jeff Sessions de activistas comunitarios en el condado de Perry, incluido Albert Turner, por fraude electoral. En 1986, el presidente Ronald Reagan nominó a Sessions para el poder judicial federal. Figures presentó acusaciones sobre el comportamiento de Sessions, como referirse a Figures como boy (que si bien significa «muchacho», se considera tiene connotaciones racistas si se usa hacia un afroestadounidense) y a la NAACP como «antiestadounidense», que Sessions dijo que eran «absolutamente falsas». Las cifras también dijeron que Sessions había dicho que creía que el Ku Klux Klan «estaba bien hasta que descubrí que fumaban marihuana», lo que Sessions afirmó que era una broma. Figures testificó sobre su experiencia trabajando con Sessions frente al Comité Judicial del Senado, que rechazó la nominación.
En 1992, Figures fue acusado de un cargo de soborno por supuestamente ofrecer 50 000 dólares y otro tipo de asistencia a un testigo en un caso de drogas para que no testificara que estaba trabajando como abogado defensor. Figures alegaba que había sido acusado como venganza por su testimonio contra Sessions; Sessions negó la acusación y transfirió la acusación al Departamento de Justicia de los Estados Unidos. Figures se declaró inocente, y fue absuelto en el juicio.
El gobernador Fob James destituyó a dos miembros del consejo de administración de la ASU y nombró a Figures para uno de los puestos el 30 de septiembre de 1998. Sin embargo, los miembros destituidos fueron reintegrados a la junta mediante un fallo judicial y él fue destituido en noviembre. Apeló la decisión ante la Corte Suprema de Alabama, y se confirmó el fallo en su contra. El gobernador Don Siegelman nombró a Figures para el consejo de administración en 2002. Su mandato terminó en 2014.
En 2007, Sam Jones, el alcalde de Mobile, nombró a Figures para desempeñarse como juez municipal.

## Vida personal
Figures y su esposa, Janice, se casaron en 1987. Ella solicitó el divorcio en 1991. Figures falleció el 22 de enero de 2015, a la edad de 70 años.